# Yo tomo
«Yo tomo» es una canción, perteneciente a la banda argentina, Bersuit Vergarabat. Es la primera canción de su cuarto disco de estudio, titulado, Libertinaje, producido por Gustavo Santaolalla, en 1998.

## Historia
La canción fue escrita por Alberto Verenzuela, quien escribió el estribillo, "Tomo para no enamorarme, me enamoro para no tomar". La letra fue completa por los demás miembros de la banda y se caracteriza por ir en ritmo de cumbia. Esta canción fue el tercer corte de difusión, después de los éxitos de «Sr. Cobranza» y «Se viene». También se caracteriza por fusionar estilos como hard rock y cumbia, géneros que eran competitivos en los años 1990.

## Videoclips

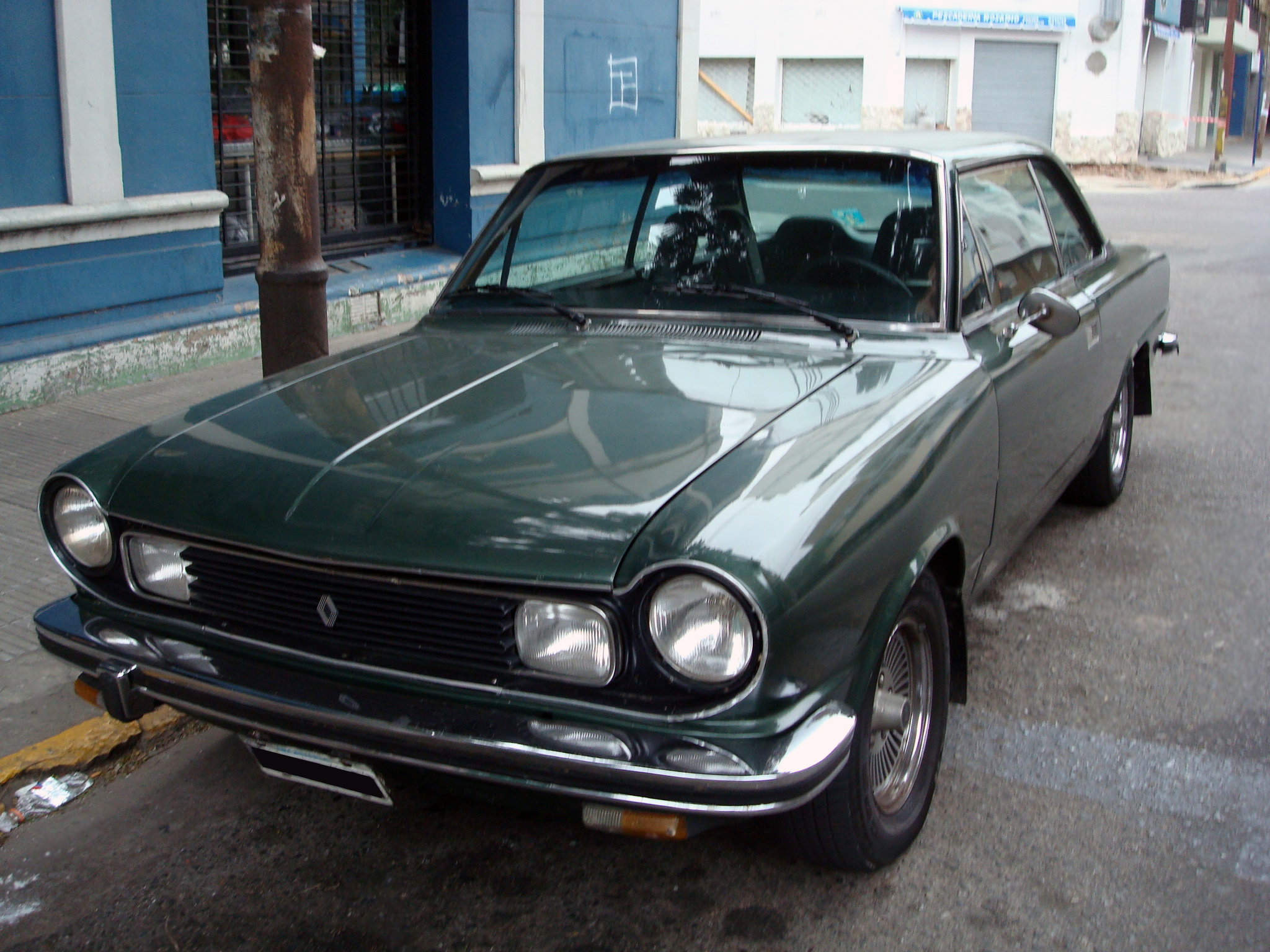
Un Renault Torino ZX verde, similar al usado en el videoclip "alternativo".

La canción tiene dos videos, uno oficial y uno alternativo: 
- El oficial, se muestra a la banda tocando en un programa de televisión, relacionado con la llamada Movida tropical, conducido por Johnny Allon. Al final del video, la banda y el público terminan de destruir el estudio de televisión, donde tocaban.

- En el video alternativo, se ve a la banda tocando en un bar de San Telmo, mostrando a Cordera conduciendo una Torino, por distintas partes de la ciudad de Buenos Aires, bebiendo con sus amigos del barrio.

## Personal
- Gustavo Cordera - Voz
- Daniel Suárez - Coros
- Germán Sbarbati - Coros
- Héctor García - Coros
- Oscar Righi - Guitarra
- Alberto Verenzuela - Guitarra y voz
- Pepe Céspedes - Bajo
- Juan Subirá - Teclados
- Carlos Enrique Martín - Batería y percusión